# Green Brigade

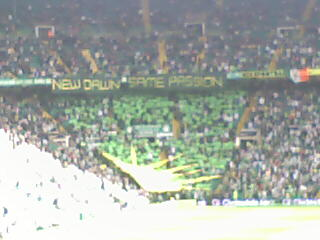
Green Brigade на матче против «Данди Юнайтед» 13 августа 2011 года

Green Brigade (с англ. — «Зелёная бригада») — группировка ультрас шотландского футбольного клуба «Селтик». Образована в 2006 году, позиционирует себя как «левый фронт движения болельщиков Селтика против фашизма, расизма, религиозной ненависти и сионизма». Болельщики этого движения занимают сектор 111 на стадионе «Селтик Парк», численность «Бригады» насчитывает 50 тысяч человек. В декабре 2013 года клуб пригрозил организации расформированием после серии скандалов.

## Деятельность

### Драки
В ноябре 2010 года на матче против «Данди Юнайтед» в секторе, занятом «Зелёной бригадой», начались беспорядки после того, как одного из болельщиков пытались выгнать со стадиона стюарды. Ультрас затеяли драку с охраной, один человек получил ранение губы после попадания в него монеты. В апреле 2011 года в полуфинале Кубка Шотландии против «Абердина» офицеры полиции попытались выдворить фаната, который зажёг файер на стадионе, однако за него заступились другие фанаты. Четверых болельщиков арестовали, а в знак протеста более 100 членов «Зелёной бригады» ушли со стадиона. Тогда же клуб впервые пригрозил рассеять группу болельщиков по разным секторам и отказался выдавать абонементы нескольким болельщикам «Бригады».
9 декабря 2013 года на стадионе Фир Парк во время матча с «Мотеруэллом» разгорелись беспорядки, в ходе которых фанаты стали выламывать пластиковые кресла и швыряться файерами и петардами на поле. Был нанесён ущерб в 10 тысяч фунтов стерлингов, несмотря на предупреждения со стороны клуба в адрес фанатов, сделанные ещё в августе 2013 года. 128 фанатам были вынесены серьёзные взыскания, а 250 человек, владевших абонементами на посещение матчей, лишились права занимать сектор 111 на «Селтик Парк» и были либо пересажены на другие сектора стадиона, либо получили предложение отказаться от матчей в обмен на финансовую компенсацию. Тем не менее, эти меры не привели к запрету движения, и за него заступился Нил Леннон, заявив, что не позволит запятнать имя клуба или его болельщиков. «Зелёная бригада» осудила решение руководства клуба и отвергла обвинения в вандализме во время матча против «Мотеруэлла», признав, однако, необходимость обеспечения безопасности на трибунах.

### Поддержка Ирландской республиканской армии
В 2006 году с трибун стадиона «Селтик Парк» зачастую были слышны песни националистического содержания в поддержку Ирландской республиканской армии, вследствие чего на клуб стали жаловаться, и эти жалобы дошли до руководства ФИФА. Глава отдела коммуникаций УЕФА Уильям Гэйлард пояснил, что эти песни не несли характер разжигания межрелигиозной вражды, а были направлены в поддержку земляков и националистических движений, что считается обычным делом для болельщиков таких клубов, как «Барселона» или «Атлетик Бильбао». Также Гэйлард заявил, что в отличие от Балканского полуострова, никакой дискриминации со стороны болельщиков «Селтика» в адрес других не следовало. С позицией УЕФА не согласился бывший тренер клуба Дэвид Хей, который призвал запретить петь подобные песни на трибунах, а другой тренер, Нил Леннон, заявил, что подобные песни могут «смутить» клуб.
В сезоне 2013/2014 фанаты клуба пронесли на матч Лиги чемпионов УЕФА против «Милана» баннеры с изображениями шотландского национального героя Уильяма Уоллеса и североирландского политика и деятеля ИРА Бобби Сэндса с подписью «Террорист или мечтатель?». За подобную политическую агитацию клуб был наказан штрафом в 50 тысяч евро, что стало десятым случаем наказания клуба за подобные действия.

### Осуждение внешней политики Великобритании

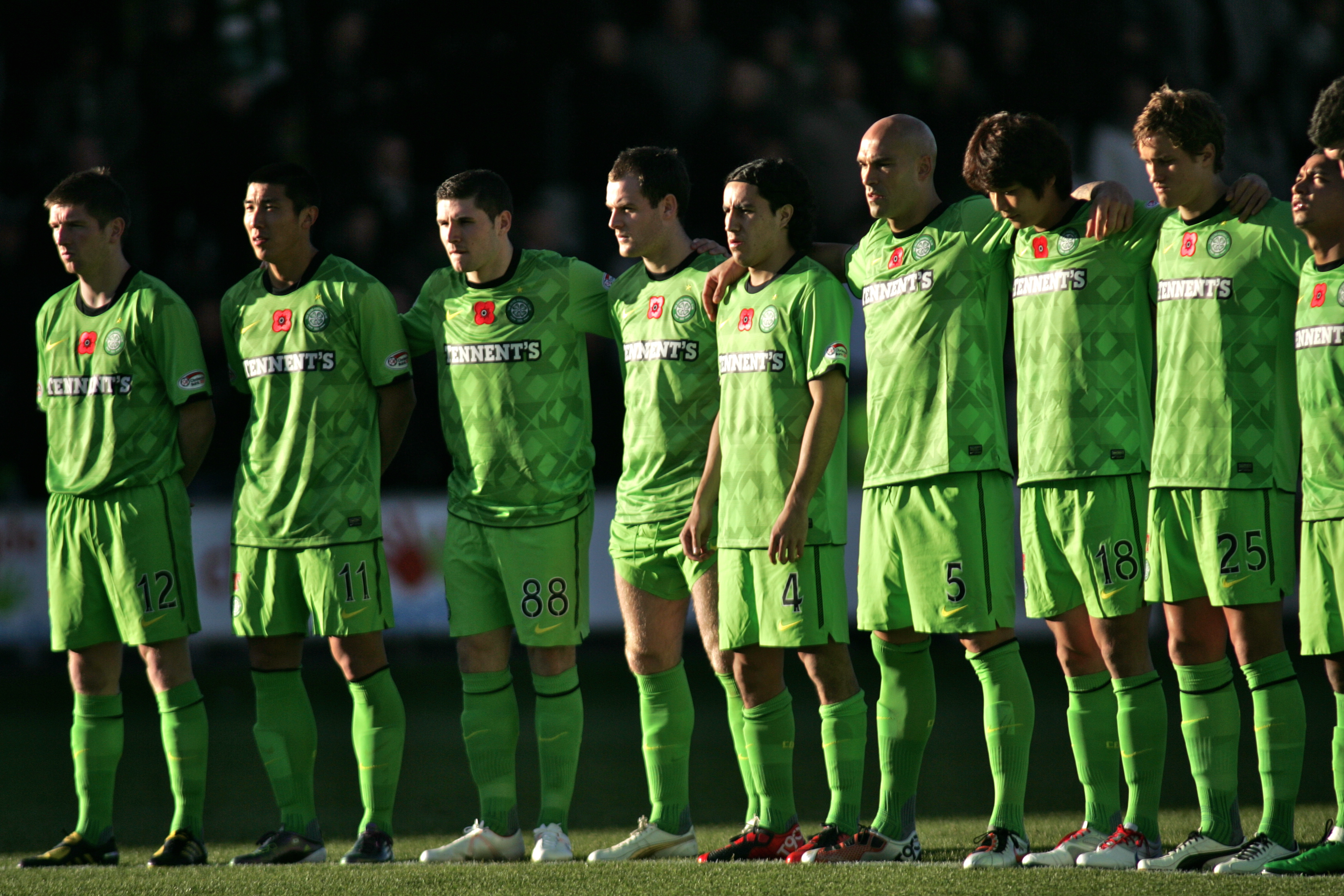
Игроки «Селтика» с маковыми цветками на футболках перед матчем 14 ноября 2010 года

14 ноября 2010 года на матче с «Абердином» игроки «Селтика» вышли в футболках с цветками Красного мака: те же самые маки 11 ноября, в День памяти павших игроки «Селтика» надели красные маки на футболки перед игрой против «Сент-Миррена». «Green Brigade» осудила это решение и вывесила на матче против «Абердина» баннеры следующего содержания:

Ваши деяния опозорят даже чертей в аду. Ирландия, Ирак, Афганистан. Никаких окровавленных маков на наших «Полосатиках».
Оригинальный текст (англ.)Your deeds would shame all the devils in Hell. Ireland, Iraq, Afghanistan. No bloostained poppy on our Hoops.

«Зелёная бригада» выразила протест против поступка игроков, поскольку считала преступлением гибель гражданских лиц от рук британских военных во время Иракской войны и войны в Афганистане, а также расстрел мирных граждан в 1972 году в Дерри, ставший известным как Кровавое воскресенье. В официальном заявлении «Бригада» напомнила, что Парашютный полк вооружённых сил Великобритании, согласно расследованию лорда Марка Сэвилла, был виновен в расстреле 14 безоружных граждан. Газета Glasgow Herald, расследуя инцидент, отметила, что ещё за несколько недель до этого «Green Brigade» стала петь песни в поддержку ИРА. «Селтику» в итоге предъявили обвинения в разжигании межрелигиозной вражды.

### Выступления в поддержку Палестины
«Green Brigade» известна своей широкой поддержкой Государства Палестины. В последнем матче сезона 2011/2012 чемпионата Шотландии ультрас пронесли на стадион баннер с надписью «Чувство собственного достоинства ценнее пищи» (англ. Dignity is More Precious than Food), выразив поддержку голодающим палестинским жителям, начавшим в феврале 2012 года голодную забастовку в израильских тюрьмах. Представитель движения заявил: «Мы сделали это с чувством солидарности, чтобы сообщить всему миру об этом и совершить хороший поступок. Мы хотим, чтобы палестинцы знали, что мы думаем о них и взываем к гражданскому обществу Шотландии взглянуть на несправедливость в Палестине».
17 августа 2016 года шотландские болельщики на матче Лиги чемпионов УЕФА против «Хапоэля» из города Беэр-Шева («Селтик» победил 5:2) подняли более 100 палестинских флагов, которые запрещено было демонстрировать на матчах. УЕФА оштрафовало клуб на крупную сумму, и «Green Brigade» стала собирать средства: более 82 тысяч фунтов стерлингов было отправлено в благотворительную организацию «Medical Aid for Palestinians» и детский культурно-оздоровительный центр в Вифлееме «Lajee Centre». Это был уже девятый случай, когда «Селтик» был оштрафован УЕФА за пропалестинскую политическую агитацию на трибунах за минувшие два года.

### Поддержка со стороны Нила Леннона

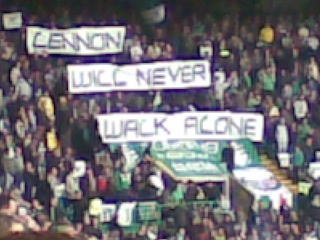
Баннеры в поддержку Нила Леннона в марте 2011 года «Леннон никогда не будет одинок» — парафраз песни клуба «Ливерпуль»

«Селтик» выиграл чемпионат Шотландии в сезоне 2011/2012, и по окончании последнего матча Нил Леннон, наставник клуба, поставил выигранный его командой кубок перед сектором 111, занятым «Зелёной бригадой», и поблагодарил фанатов за поддержку.

Я хотел поблагодарить их, поскольку они каждую неделю создавали прекрасную атмосферу. Они безостановочно поют и добавляют цветов. Иногда они выглядят немного неоднозначно, но они в целом вели себя блестяще и изменили культуру боления на стадионе. Когда приходят фанаты, это здорово, а на больших матчах фантастическая атмосфера. Они — катализатор всего этого.
Оригинальный текст (англ.)I just wanted to say thank you to them because they have, week in, week out, created a great atmosphere. They sing non-stop. They add colour. Sometimes they are a little bit controversial but in the main they have behaved themselves impeccably and they have changed the culture of the stadium. It's a fun place to come for the supporters and the atmosphere in the big games has been fantastic. They are the catalyst for all of that.

### 125-летие клуба
В ноябре 2012 года «Green Brigade» организовала перфоманс перед началом матча с Барселона по случаю 125-летия клуба. При помощи принесённых больших кусков бумаги были изображены кельтский крест, зелёные и белые полосы и надпись «125 Celtic». Болельщикам выразил благодарность президент клуба Питер Лоуэлл

### Fans Against Criminalisation
6 апреля 2013 года «Зелёная бригада» приняла участие в демонстрации с участием 3 тысяч болельщиков в рамках проекта «Фанаты против криминализации» (англ. Fans Against Criminalisation). В одноимённой организации состояли собственно «Green Brigade», «Celtic Trust», «Ассоциация болельщиков „Селтика“», Объединение зарегистрированных фан-клубов «Селтика» и Ассоциация ирландских фан-клубов «Селтика». Добро на проведение акции не давали сверху, однако полиция Шотландии заявила, что была приятно удивлена тем, что участники акции не совершали ничего противоправного. Протест был организован после того, как 16 марта первая попытка акции была пресечена полицией, а несколько фанатов были арестованы. Болельщики изначально хотели выразить своё недовольство неправомочными задержаниями фанатов полицией. «Зелёная бригада» официально заявила:

В следующую субботу «Green Brigade» организует кортеж к «Селтик Парку», чтобы оповестить и поддержать возрастающее число фанатов «Селтика», наказываемых клубом и ПФЛ. Не секрет, что уровень притеснения со стороны полиции Стратклайда или руководства клуба, с которым сталкиваются фанаты, нельзя не замечать. Отсюда и растёт список фанатов, которым запрещено смотреть на матчи их команды.
Оригинальный текст (англ.)This coming Saturday the Green Brigade will be holding a corteo to Celtic Park to raise awareness and show support for the growing list of Celtic supporters receiving and facing bans from both the Club and the PF. It is no secret the level of harrassment many fans receive at the hands of Strathclyde Police nor is Celtic PLCs complicity able to be ignored. As such there is an ever growing list of fans being denied their passion of following their team.

Фанаты разместили в социальных сетях фотографии, доказывающие произвол полицейских. Они были убеждены, что полиция не обеспечила безопасность демонстрации в первом случае, и решили продемонстрировать свою поддержку пострадавшим.

## Санкции со стороны УЕФА

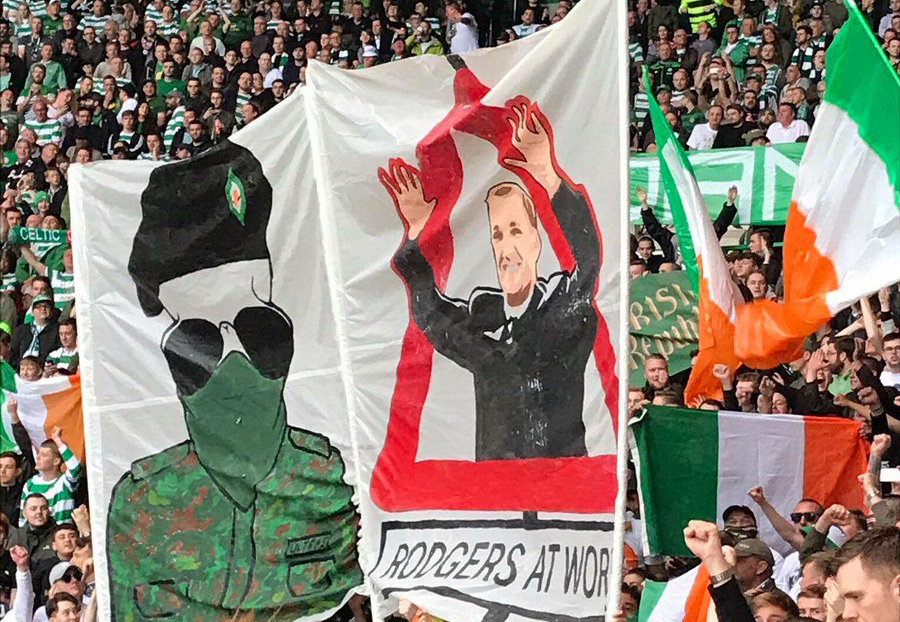
Баннеры с изображением тренера Брендана Роджерса, стилизованные под поддержку ИРА. Вывешены на матче 2017 года против белфастского клуба «Линфилд», сторонника юнионистов

С 2011 по 2017 годы «Селтик» в общей сложности был наказан 10 раз со стороны УЕФА за недопустимое поведение фанатов на еврокубковых матчах, среди наказаний был и случай политической агитации, который пришёлся на матч с «Миланом» (фанаты вывесили баннер с изображением Бобби Сэндса). В сезоне 2017/2018 Лиги чемпионов УЕФА во втором квалификационном раунде «Селтику» пришлось играть против белфастского «Линфилда» на стадионе Виндзор Парк, и матч снова омрачился скандалами: фанаты «Линфилда» бросали бутылки и монеты в игроков «Селтика», а также начали петь песни оскорбительного содержания. В ответ на это «Селтик» вывесил несколько «провокационных баннеров» в стилистике ИРА, среди которых было изображение североирландского наставника Брендана Роджерса в предупреждающем знаке «Работает Роджер» — аллюзия на знак «Работает снайпер» в местах конфликта в Северной Ирландии — и подписью «Непобедимая армия Брендана» (англ. Brendan's undefeated army). Шотландская газета Daily Record заявила, что фанаты сами составили эти баннеры и не стеснялись высказывать на матче политические лозунги, распевая песни ИРА, оскорбительные для жителей Линфилда как убеждённых юнионистов и противников ирландского националистического движения. «Селтик» получил взыскание от УЕФА и вынужден был закрыть на два матча один из проходов под названием «Зелёный мост» (англ. Green Bridge), который занимали фанаты «Green Brigade».